# Cheirocerus
Cheirocerus (Хеіроцерус) — рід риб родини Пласкоголові соми ряду сомоподібні. Має 3 види. Наукова назва походить від грецьких слів cheir, тобто «рука», та keras — «ріг».

## Опис
Загальна довжина представників цього роду коливається від 15 до 22 см. Зовнішністю схожі на сомів роду Pimelodus. Голова коротка, сплощена зверху та з боків. Є 3 пари вусів. Рот помірно широкий, розташований у нижній частині голови. Передня щелепа широка. Тулуб подовжений, кремезний. Плавальний міхур гофрований у вигляді бахроми або тонких «пальців», з тонкими розширеними порожнистими трубками на кожному боці міхура. Спинний плавець невеличкий з м'якими променями. Жировий плавець відносно довгий. Хвостовий плавець подовжений, сильно розрізаний, лопаті тонкі й довгі.
Забарвлення темно-сіре з дрібними коричневими плямами. Широка темна смуга перетинає через потилицю і спинний плавець.

## Спосіб життя
Біологія вивчена недостатньо. Це демерсальні риби. Зустрічаються в рівнинних великих річках або гірських річках. Активні вночі. Живляться донними водними безхребетними, личинками хірономід, одноденками німф.

## Розповсюдження
Мешкають у басейнах річок Амазонка, Пурус і озері Маракайбо.

## Види
- Cheirocerus abuelo
- Cheirocerus eques
- Cheirocerus goeldii